# Afrodisias (Chipre)
Afrodisias (en latín Aphrodisium y en griego antiguo: Ἀφροδίσιον o Ἀφροδισιάς), fue una ciudad de Chipre en la Antigüedad, situada en la parte más estrecha de la isla, a 70 estadios de Salamina.
Sus ruinas se hallan en las proximidades de la moderna población de Liastrikas Akanthos, en la zona controlada por la autoproclamada República Turca del Norte de Chipre.